# NAVO-top
Een NAVO-top is een topconferentie van staatshoofden en regeringsleiders van NAVO-landen die om de zoveel tijd wordt gehouden. Hier worden de vertegenwoordigers in staat gesteld om belangrijke kwesties te bespreken en strategisch richting te geven aan activiteiten van de NAVO. Een top wordt altijd gehouden in een NAVO-lidstaat en voorgezeten door de secretaris-generaal van de NAVO. Mogelijke onderwerpen zijn het creëren van nieuw beleid, uitnodigen van nieuwe leden, lanceren van belangrijke initiatieven en het versterken van partnerschappen.
Lidstaten melden zich vrijwillig aan om een top te organiseren, uiteindelijk beslist de Noord-Atlantische Raad waar de top wordt gehouden. De NAVO-top van 2025 vond plaats in Den Haag, waarmee het de eerste NAVO-top in Nederland was.

## Overzicht
De eerste bijeenkomst van de staatshoofden en regeringsleiders was bij de oprichting op 4 april 1949, maar dit was geen NAVO-top. De eerste top was acht jaar later in Parijs – zie voor de andere toppen het overzicht hieronder.
| Top   | Jaar | Datum          | Land                     | Stad             |
| ----- | ---- | -------------- | ------------------------ | ---------------- |
| 1     | 1957 | 16–19 december | Frankrijk                | Parijs           |
| 2     | 1974 | 26 juni        | België                   | Brussel          |
| 3     | 1975 | 29–30 mei      | België                   | Brussel          |
| 4     | 1977 | 10–11 mei      | Verenigd Koninkrijk      | Londen           |
| 5     | 1978 | 30–31 mei      | Verenigde Staten         | Washington       |
| 6     | 1982 | 10 juni        | Bondsrepubliek Duitsland | Bonn             |
| 7     | 1985 | 21 november    | België                   | Brussel          |
| 8     | 1988 | 2–3 maart      | België                   | Brussel          |
| 9     | 1989 | 29–30 mei      | België                   | Brussel          |
| 10    | 1989 | 4 december     | België                   | Brussel          |
| 11    | 1990 | 5–6 juli       | Verenigd Koninkrijk      | Londen           |
| 12    | 1991 | 7–8 november   | Italië                   | Rome             |
| 13    | 1994 | 10–11 januari  | België                   | Brussel          |
| 14    | 1997 | 27 mei         | Frankrijk                | Parijs           |
| 15    | 1997 | 8–9 juli       | Spanje                   | Madrid           |
| 16    | 1999 | 23–25 april    | Verenigde Staten         | Washington       |
| [ a ] | 2001 | 13 juni        | België                   | Brussel          |
| 17    | 2002 | 28 mei         | Italië                   | Rome             |
| 18    | 2002 | 21–22 november | Tsjechië                 | Praag            |
| 19    | 2004 | 28–29 juni     | Turkije                  | Istanbul         |
| 20    | 2005 | 22 februari    | België                   | Brussel          |
| 21    | 2006 | 28–29 november | Letland                  | Riga             |
| 22    | 2008 | 2–4 april      | Roemenië                 | Boekarest        |
| 23    | 2009 | 3–4 april      | Frankrijk Duitsland      | Straatsburg Kehl |
| 24    | 2010 | 19–20 november | Portugal                 | Lissabon         |
| 25    | 2012 | 20–21 mei      | Verenigde Staten         | Chicago          |
| 26    | 2014 | 4–5 september  | Wales                    | Newport          |
| 27    | 2016 | 8–9 juli       | Polen                    | Warschau         |
| [ a ] | 2017 | 25 mei         | België                   | Brussel          |
| 28    | 2018 | 11–12 juli     | België                   | Brussel          |
| [ a ] | 2019 | 3–4 december   | Verenigd Koninkrijk      | Londen           |
| 29    | 2021 | 14 juni        | België                   | Brussel          |
| 30    | 2022 | 25 februari    | virtuele top             | virtuele top     |
| 31    | 2022 | 24 maart       | België                   | Brussel          |
| 32    | 2022 | 29–30 juni     | Spanje                   | Madrid           |
| 33    | 2023 | 11–12 juli     | Litouwen                 | Vilnius          |
| 34    | 2024 | 9–11 juli      | Verenigde Staten         | Washington       |
| 35    | 2025 | 24–25 juni     | Nederland                | Den Haag         |
|       | 2026 | juli           | Turkije                  | Ankara           |
|       | 2027 |                | Albanië                  |                  |